# ラファエル・ヤマシロ

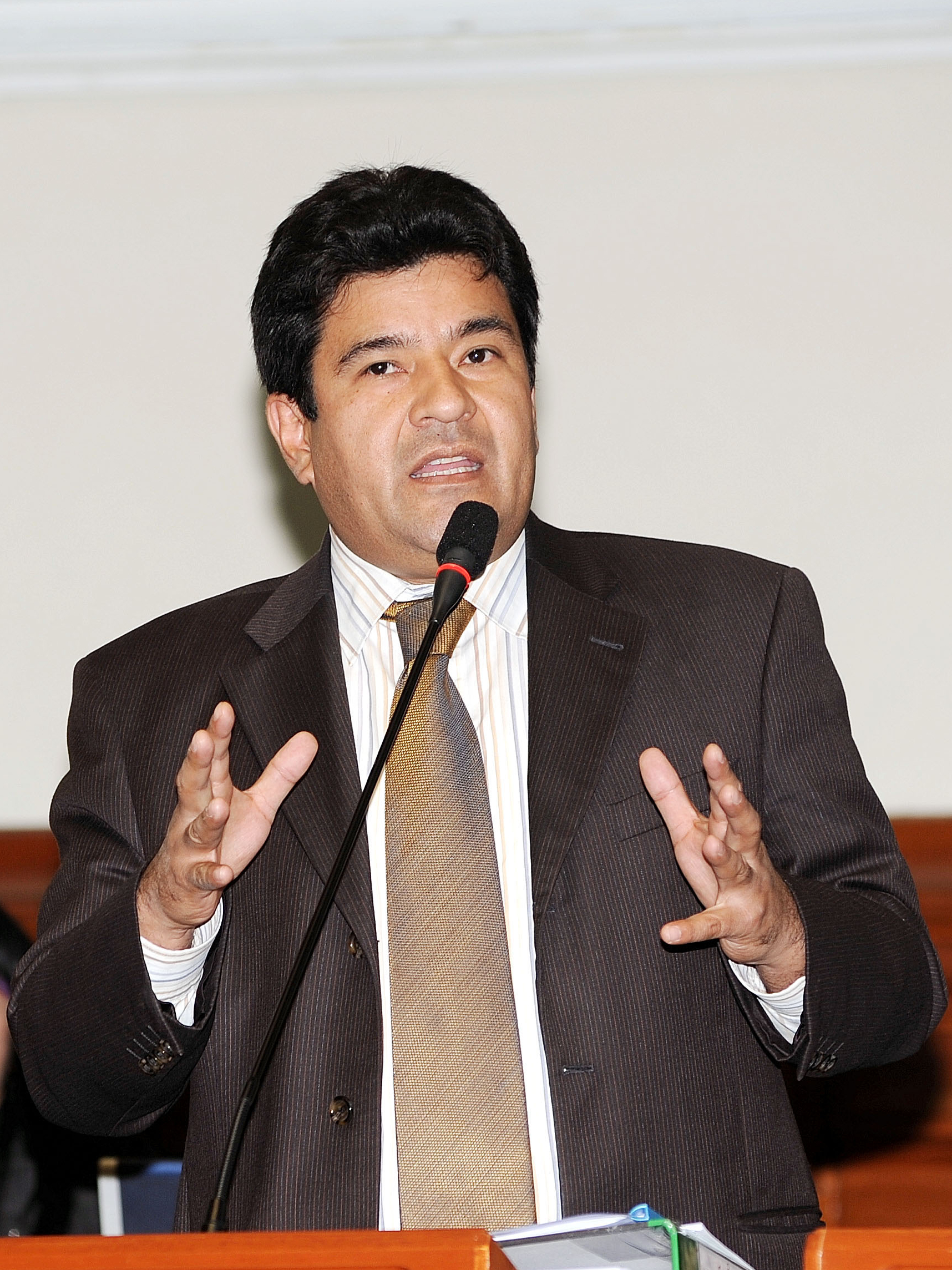
ラファエル・ヤマシロ

ラファエル・グスタボ・ヤマシロ・オレ（Rafael Gustavo Yamashiro Oréは、1963年6月25日 - ）はペルーの政治家。2006年の総選挙で国民連合からイカ県選挙区で出馬し当選する。ペルー日本友好議員連盟会長を勤める。